# 고성초등학교 오룡분교
고성초등학교 오룡분교는 대한민국 전라남도 진도군 고군면 오류리 872번지에 있었던 초등학교이다.
교육목표로는
바른 인성으로 공동체를 이루는 어린이(도덕인), 
꿈을 지니고 자기 자랑을 가꾸는 어린이(개성인), 
자기 주도적 학습력을 토대로 실력을 기르는 어린이(창조인), 
건강한 몸과 마음으로 심신이 조화로운 어린이(건강인), 
진도 문화를 이해하고 참여하는 어린이(문화인)가 되는 것이다.

## 연혁
- 1935년 4월 30일 : 고성공립보통학교 부설 향동간이학교 설립인가
- 1944년 4월 1일 : 오룡국민학교 승격
- 1996년 3월 1일 : 오룡초등학교로 개칭
- 1998년 3월 1일 : 고성초등학교 오룡분교로 편입
- 2008년 3월 1일 : 본교로 통합